# Itochu

Itochu (伊藤忠商事株式会社, Itōchū Shōji Kabushiki-gaisha, TSE : 8001) est une Sogo shosha basée à Osaka, au Japon.
En 2013, elle se manifeste afin de participer à la société qui va porter le projet de centrales nucléaires de Sinope en Turquie, mais elle fait volte-face en 2018.
En août 2020, la holding Berkshire Hathaway dirigée par Warren Buffett investit dans un peu plus de 5 % de la société, ainsi que dans ses quatre principales concurrentes.